# اوبراین ۲۱۷۷۴
سیارک ۲۱۷۷۴ (به انگلیسی: 21774 O'Brien، نامگذاری:1999RR217) بیست و یک هزار و هفتصد و هفتاد و چهارمین سیارک کشف شده‌است که در ۳ سپتامبر ۱۹۹۹ کشف شد.
قدر مطلق سیارک برابر ۸.۹ است.